# ATP Challenger Solihull
Der ATP Challenger Solihull (offiziell: Solihull Challenger) war ein Tennisturnier, das von 1982 bis 1983 jährlich in Solihull, England, stattfand. Es gehörte zur ATP Challenger Tour und wurde im Freien auf Sand gespielt. Andrew Jarrett ist mit je einem Titel in Einzel und Doppel Rekordsieger des Turniers.

## Liste der Sieger

### Einzel
| Jahr | Sieger         | Finalgegner    | Ergebnis      |
| ---- | -------------- | -------------- | ------------- |
| 1983 | Robbie Venter  | Broderick Dyke | 6:4, 3:6, 6:3 |
| 1982 | Andrew Jarrett | Jonathan Smith | 6:3, 6:1      |

### Doppel
| Jahr | Sieger                        | Finalgegner                   | Ergebnis      |
| ---- | ----------------------------- | ----------------------------- | ------------- |
| 1983 | Andrew Jarrett Jonathan Smith | Raymond Moore David Schneider | 6:2, 4:6, 6:4 |
| 1982 | Anand Amritraj Brad Guan      | Andrew Jarrett Jonathan Smith | 6:4, 3:6, 6:3 |